# Laznica
Laznica (em cirílico: Лазница) é uma vila da Sérvia localizada no município de Žagubica, pertencente ao distrito de Braničevo, na região de Homolje. A sua população era de 1721 habitantes segundo o censo de 2002.

## Demografia
| 1948  | 1953  | 1961  | 1971  | 1981  | 1991  | 2002  | 2011  |
| ----- | ----- | ----- | ----- | ----- | ----- | ----- | ----- |
| 3 743 | 3 818 | 3 749 | 3 358 | 3 281 | 2 434 | 2 063 | 1 721 |